# FileZilla
FileZilla je besplatni program za prenos fajlova sa računara na server i obrnuto, tj. koristi protokol za prenos fajlova (tzv. FTP protokol). Razvijen je od strane fondacije Mozilla i licenciran pod GNU-ovom opštom javnom licencom, verzija 2.
Izvorni kod FileZille se nalazi na SourceForge-u, a projekt je predstavljen kao Projekat meseca u novembru 2003. Međutim, FileZilla je bila predmet kritika zbog ubacivanja malicioznog softvera koji je servirao reklame.
Do verzije 3.26, FileZilla je čuvao korisnička imena i lozinke kao običan tekst, omogućujući bilo kom zlonamernom softveru da čita podatke. U maju 2017. dodana je podrška za kriptovanje osetljivih podataka, 10 godina nakon što je to prvi put zatraženo. Kosse, autor aplikacije, je tvrdio da ta funkcija nužno ne povećava sigurnost, sve dok operativni sistem nije siguran.

## Spoljašnje veze
- Zvanični veb-sajt
- FileZilla Wiki